# L'Ange blessé
L'Ange blessé (en finnois : Haavoittunut enkeli) (1903) est une toile du peintre symboliste finlandais Hugo Simberg.

## Présentation
Il représente un paysage situé actuellement dans le parc Eläintarha d'Helsinki.
L'œuvre, peinte sur toile à la peintures à l'huile, mesure 127 × 154 cm et fait partie de la collection du musée d'art Ateneum.
L'œuvre est aussi peinte avec une plus grande taille dans la cathédrale de Tampere, où l'artiste a réalisé de grandes fresques en 1905-1906.

## Origine et versions
Hugo Simberg travaillait depuis longtemps sur le sujet et les premières esquisses de L'Ange blessé ont été réalisées après le retour du voyage en Italie en 1898. Les esquisses et les photographies prises lors de la planification de l'œuvre montrent que l'artiste a envisagé de nombreuses façons de réaliser le sujet. Dans certaines esquisses, l'ange blessé est transporté dans une brouette, dans d'autres, il est porté par de petits diables. Cependant, la figure de l'ange et le paysage du tableau du parc Töölönlahti du zoo d'Helsinki sont restés les mêmes.
Simberg a peint l'Ange blessé après s'être remis d'une grave maladie, et l'on pense que la petite fille ange reflète les sentiments de l'artiste pendant sa maladie. L'œuvre a également été peinte à plus grande échelle dans la cathédrale de Tampere, où l'artiste a exécuté de grandes peintures murales ou fresques entre 1905 et 1906. La fresque de l'église cathédrale diffère de l'original par son arrière-plan : la vue de l'eau est plus grande et il y a deux cheminées d'usine fumantes, qui n'apparaissent pas dans l'original.
Hugo Simberg ne voulait pas non plus expliquer cette œuvre, mais espérait qu'elle susciterait une quelconque émotion chez les gens. Le plus important pour lui était que le spectateur ressente quelque chose. Il n'a pas non plus donné de nom au tableau L'Ange blessé, se contentant d'inscrire une ligne à côté dans le catalogue de l'exposition.

## Histoire
L'Ange blessé dépeint la guérison du peintre Simberg d'une grave maladie nerveuse survenue entre 1902 et 1903. Simberg lui-même pensait que sa guérison était un miracle et qu'il venait de renaître.
Selon Satu Itkonen, le tableau évoque la proximité de la mort, la faiblesse et l'impuissance humaines, ainsi que la vulnérabilité de la vie et des idéaux. Le garçon au premier plan peut être interprété comme un symbole de la mort en raison de ses couleurs noires. Selon Itkonen, l'ange représente la fragilité des idéaux, tandis que le garçon à l'arrière-plan vise à capter le spectateur en disant que les thèmes du tableau sont pertinents pour chaque être humain Itkosen mukaan enkeli kuvaa ihanteiden särkyvyyttä ja taimmaisena oleva poika pyrkii vangitsemaan taulun katselijan kertomalla taulun tematiikan koskettavan jokaista ihmistä.

## Réception
L'Ange blessé a reçu un accueil enthousiaste lors de sa première présentation à l'exposition d'automne de l'Ateneum. Simberg reçut le prix d'État pour cette œuvre. Le 4 octobre 1903, Hugo Simberg écrit à sa sœur Blenda Simberg à propos des réactions qu'il a reçues de la part d'autres artistes. J'ai l'impression d'avoir obtenu une sorte de "grand succès", tant dans le cercle des camarades que parmi le jury. Gallén est si enthousiaste que j'ai du mal à le prendre au sérieux. Ses premiers mots ont été la plus grande flatterie à l'égard de mon travail et, chose étonnante, il est absolument conquis par le grand tableau. Il a dit qu'elle donnait l'impression que je me tenais au milieu d'une grande forêt dans une petite pièce avec des arbres poussant dans les coins, et que je peignais sans tenir compte du reste du monde. Il a dit qu'il y avait là une paix et une harmonie que l'on ne retrouve dans aucune autre œuvre de l'exposition. Même Edelfelt m'a dit des choses agréables.
L'Ange blessé a remporté le concours "Peinture de notre pays" organisé en 2006 par le musée d'art Ateneum en Finlande.
Le réalisateur français Jean-Michel Roux s'est penché sur le tableau L'Ange blessé et la Finlande dans son film L'Ange du Nord.

## Postérité
Ce tableau a inspiré Amaranth, chanson du groupe de metal symphonique finlandais Nightwish.